# Ploërmel Communauté (vor 2017)
Die Ploërmel Communauté (vor 2017) ist ein ehemaliger französischer Gemeindeverband mit der Rechtsform einer Communauté de communes im  Département Morbihan in der Region Bretagne, dessen  Einzugsgebiet im Nordosten des Départements lag. Der am 22. November 1996 gegründete Gemeindeverband bestand aus sieben Gemeinden, sein Verwaltungssitz befand sich in dem Ort Ploërmel.

## Aufgaben
Zu den vorgeschriebenen Kompetenzen gehörten die Entwicklung und Förderung wirtschaftlicher Aktivitäten und des Tourismus sowie die Raumplanung auf Basis eines Schéma de Cohérence Territoriale. Der Gemeindeverband betrieb außerdem die Abwasserentsorgung.

## Historische Entwicklung
Der Gemeindeverband startete am 30. Dezember 1997 unter dem Namen Communauté de communes de Ploërmel. 2012 erhielt der Gemeindeverband den Namen Ploërmel Communauté. 
Mit Wirkung vom 1. Januar 2017 fusionierte der Gemeindeverband mit der Josselin Communauté, der Communauté de communes du Porhoët und der Communauté de communes de Mauron en Brocéliande und bildete so eine Nachfolgeorganisation, die ebenfalls den Namen Ploërmel Communauté annahm, jedoch eine andere Rechtspersönlichkeit darstellt.

## Ehemalige Mitgliedsgemeinden
Folgende sieben Gemeinden gehörten der Ploërmel Communauté zuletzt an:
1. Campénéac
2. Gourhel
3. Loyat
4. Monterrein
5. Montertelot
6. Ploërmel
7. Taupont